# Louise Brough
Althea Louise Brough Clapp (Oklahoma City, 11 de Março de 1923 – Vista, 3 de Fevereiro de 2014) foi uma tenista profissional estadunidense.

## Grand Slam finais

### Simples: 14 (6 títulos, 8 vices)
| Resultado | Ano  | Campeonato               | Piso  | Oponente                | Placar          |
| --------- | ---- | ------------------------ | ----- | ----------------------- | --------------- |
| Vice      | 1942 | US Open                  | Grama | Pauline Betz            | 4–6, 6–1, 6–4   |
| Vice      | 1943 | U.S. Open                | Grama | Pauline Betz            | 6–3, 5–7, 6–3   |
| Vice      | 1946 | Wimbledon                | Grama | Pauline Betz            | 6–2, 6–4        |
| Campeã    | 1947 | U.S. Open                | Grama | Margaret Osborne duPont | 8–6, 4–6, 6–1   |
| Campeã    | 1948 | Wimbledon                | Grama | Doris Hart              | 6–3, 8–6        |
| Vice      | 1948 | U.S. Open                | Grama | Margaret Osborne        | 4–6, 6–4, 15–13 |
| Campeã    | 1949 | Wimbledon (2)            | Grama | Margaret Osborne        | 10–8, 1–6, 10–8 |
| Campeã    | 1950 | Australian Championships | Grama | Doris Hart              | 6–4, 3–6, 6–4   |
| Campeã    | 1950 | Wimbledon (3)            | Grama | Margaret Osborne        | 6–1, 3–6, 6–1   |
| Vice      | 1952 | Wimbledon                | Grama | Maureen Connolly        | 7–5, 6–3        |
| Vice      | 1954 | Wimbledon                | Grama | Maureen Connolly        | 6–2, 7–5        |
| Vice      | 1954 | U.S. Open                | Grama | Doris Hart              | 6–8, 6–1, 8–6   |
| Campeã    | 1955 | Wimbledon (4)            | Grama | Beverly Baker           | 7–5, 8–6        |
| Vice      | 1957 | U.S. Open                | Grama | Althea Gibson           | 6–3, 6–2        |

### Duplas: 28 (21 títulos, 7 vices)
| Resultado | Ano  | Campeonato               | Piso   | Parceira                | Oponentes                             | Placar         |
| --------- | ---- | ------------------------ | ------ | ----------------------- | ------------------------------------- | -------------- |
| Campeã    | 1942 | US Open                  | Grama  | Margaret Osborne duPont | Pauline Betz Doris Hart               | 2–6, 7–5, 6–0  |
| Campeã    | 1943 | U.S. Open (2)            | Grama  | Margaret Osborne duPont | Pauline Betz Doris Hart               | 6–4, 6–3       |
| Campeã    | 1944 | U.S. Open (3)            | Grass  | Margaret Osborne duPont | Pauline Betz Doris Hart               | 4–6, 6–4, 6–3  |
| Campeã    | 1945 | U.S. Championships (4)   | Grama  | Margaret Osborne duPont | Pauline Betz Doris Hart               | 6–3, 6–3       |
| Campeã    | 1946 | Wimbledon                | Grama  | Margaret Osborne duPont | Pauline Betz Doris Hart               | 6–3, 2–6, 6–3  |
| Campeã    | 1946 | Roland Garros            | Saibro | Margaret Osborne duPont | Pauline Betz Doris Hart               | 6–4, 0–6, 6–1  |
| Campeã    | 1946 | U.S. Open (5)            | Grama  | Margaret Osborne duPont | Pat Canning Todd Mary Arnold Prentiss | 6–1, 6–3       |
| Vice      | 1947 | Wimbledon                | Grama  | Margaret Osborne duPont | Doris Hart Pat Canning Tod            | 3–6, 6–4, 7–5  |
| Campeã    | 1947 | Roland Garros (2)        | Saibro | Margaret Osborne duPont | Pauline Betz Pat Canning Todd         | 7–5, 6–2       |
| Campeã    | 1947 | U.S. Open (6)            | Grama  | Margaret Osborne duPont | Pat Canning Todd Doris Hart           | 5–7, 6–3, 7–5  |
| Campeã    | 1948 | Wimbledon (2)            | Grama  | Margaret Osborne duPont | Doris Hart Pat Canning Tod            | 6–3, 3–6, 6–3  |
| Campeã    | 1948 | U.S. Open (7)            | Grama  | Margaret Osborne duPont | Pat Canning Todd Doris Hart           | 6–4, 8–10, 6–1 |
| Campeã    | 1949 | Roland Garros (3)        | Saibro | Margaret Osborne duPont | Joy Gannon Betty Hilton               | 7–5, 6–1       |
| Campeã    | 1949 | Wimbledon (3)            | Grama  | Margaret Osborne duPont | Gussy Moran Pat Canning Todd          | 8–6, 7–5       |
| Campeã    | 1949 | U.S. Open (8)            | Grama  | Margaret Osborne duPont | Doris Hart Shirley Fry                | 6–4, 10–8      |
| Campeã    | 1950 | Australian Championships | Grama  | Doris Hart              | Nancye Wynne Bolton Thelma Coyne Long | 6–2, 2–6, 6–3  |
| Vice      | 1950 | Roland Garros            | Saibro | Margaret Osborne duPont | Doris Hart Shirley Fry                | 1–6, 7–5, 6–2  |
| Campeã    | 1950 | Wimbledon (4)            | Grama  | Margaret Osborne duPont | Shirley Fry Doris Hart                | 6–4, 5–7, 6–1  |
| Campeã    | 1950 | U.S. Open (9)            | Grama  | Margaret Osborne duPont | Doris Hart Shirley Fry                | 6–2, 6–3       |
| Vice      | 1951 | Wimbledon                | Grama  | Margaret Osborne duPont | Shirley Fry Doris Hart                | 6–3, 13–11     |
| Vice      | 1952 | Wimbledon                | Grama  | Maureen Connolly        | Shirley Fry Doris Hart                | 8–6, 6–3       |
| Vice      | 1952 | U.S. Open                | Grama  | Maureen Connolly        | Doris Hart Shirley Fry                | 10–8, 6–4      |
| Vice      | 1953 | U.S. Open                | Grama  | Margaret Osborne duPont | Doris Hart Shirley Fry                | 6–2, 7–9, 9-7  |
| Campeã    | 1954 | Wimbledon C(5)           | Grama  | Margaret Osborne duPont | Shirley Fry Doris Hart                | 4–6, 9–7, 6–3  |
| Vice      | 1954 | U.S. Open                | Grama  | Margaret Osborne duPont | Doris Hart Shirley Fry                | 6–4, 6–4       |
| Campeã    | 1955 | U.S. Open (10)           | Grama  | Margaret Osborne duPont | Doris Hart Shirley Fry                | 6–3, 1–6, 6–3  |
| Campeã    | 1956 | U.S. Open (11)           | Grama  | Margaret Osborne duPont | Betty Rosenquest Pratt Shirley Fry    | 6–3, 6–0       |
| Campeã    | 1957 | U.S. Open (12)           | Grama  | Margaret Osborne duPont | Althea Gibson Darlene Hard            | 6–2, 7–5       |

### Duplas Mistas: 11 (8 títulos, 3 vices)
| Resultado | Ano  | Campeonato    | Piso  | Parceiro        | Oponentes                            | Placar         |
| --------- | ---- | ------------- | ----- | --------------- | ------------------------------------ | -------------- |
| Campeã    | 1942 | US Open       | Grama | Ted Schroeder   | Pat Canning Todd Aleja Russell       | 3–6, 6–1, 6–4  |
| Campeã    | 1946 | Wimbledon     | Grama | Tom Brown       | Dorothy Bundy Geoff Brown            | 6–4, 6–4       |
| Vice      | 1946 | U.S. Open     | Grama | Robert Kimbrell | Margaret Osborne duPont Bill Talbert | 6–3, 6–4       |
| Campeã    | 1947 | Wimbledon (2) | Grama | John Bromwich   | Nancye Wynne Bolton Colin Long       | 1–6, 6–4, 6–2  |
| Campeã    | 1947 | U.S. Open (2) | Grama | John Bromwich   | Gussy Moran Pancho Segura            | 6–3, 6–1       |
| Campeã    | 1948 | Wimbledon (3) | Grama | John Bromwich   | Doris Hart Frank Sedgman             | 6–2, 3–6, 6–3  |
| Campeã    | 1948 | U.S. Open (3) | Grama | Tom Brown       | Margaret Osborne duPont Bill Talbert | 6–4, 6–4       |
| Vice      | 1949 | Wimbledon     | Grama | John Bromwich   | Sheila Piercey Summers Eric Sturgess | 9–7, 9–11, 7–5 |
| Campeã    | 1949 | U.S. Open (4) | Grama | Eric Sturgess   | Margaret Osborne duPont Bill Talbert | 4–5, 6–3, 7–5  |
| Campeã    | 1950 | Wimbledon (4) | Grama | Eric Sturgess   | Pat Canning Todd Geoff Brown         | 11–9, 1–6, 6–4 |
| Vice      | 1955 | Wimbledon     | Grama | Enrique Morea   | Doris Hart Vic Seixas                | 8–6, 2–6, 6–3  |